# Caesaraugusta
Caesaraugusta o Caesar Augusta fue el nombre de la ciudad romana de Zaragoza, fundada como colonia inmune de Roma en el año 14 a. C., posiblemente el 23 de diciembre, sobre la ciudad ibérica intensamente romanizada de Salduie. Su fundación tuvo lugar en el marco de la reorganización de las provincias de Hispania por César Augusto tras su victoria en las guerras astur-cántabras.

Caesaraugusta sobre plano moderno de la ciudad
1.- Decumano (actuales calles Mayor, Espoz y Mina y Manifestación)
2.- Cardo (actual calle Don Jaime I)
3.- Foro de Caesaraugusta
4.- Puerto fluvial
5.- Termas públicas
6.- Teatro
7.- Muralla

La nueva ciudad recibió el nombre de «Colonia Caesar Augusta». Gozó del privilegio de ostentar el nombre completo de su fundador, quien encomendó su deductio, como otras muchas tareas del Imperio, a su general y allegado íntimo Marco Vipsanio Agripa.
En la fundación de la ciudad, participaron soldados veteranos de las legiones IV Macedonica, VI Victrix y X Gemina, licenciados tras la dura campaña contra astures y cántabros, con la doble intención de garantizar la defensa del territorio a la vez que fijar en él la presencia de Roma. Zaragoza contaba con el estatus de colonia inmune, que le otorgaba determinados privilegios como el derecho a acuñar moneda o la exención del pago de impuestos. Los nuevos ciudadanos fueron adscritos a la tribu aniense.
En el proceso de reorganización de territorios hispanos, se crean tres provincias, Tarraconense, Bética y Lusitania, divididas en conventos jurídicos, unos distritos menores con funciones judiciales y administrativas; de ellos, el regido por Caesaraugusta, el Convento Jurídico Caesaraugustano, era uno de los más extensos de los siete en los que se dividía la provincia Tarraconense. Caesaraugusta asumió desde un primer momento el papel de cabecera regional, sustituyendo a la colonia Victrix Ivlia Celsa (en la actual Velilla de Ebro).
El periodo de mayor apogeo de la ciudad en los siglos I y II trajo consigo muchas de las grandes obras públicas, de las que aún hoy podemos ver algunas: el foro, el puerto fluvial, que convirtió a Caesaraugusta en el principal redistribuidor de mercancías en el valle del Ebro, las termas públicas, el teatro o el primer puente de la ciudad, situado en el emplazamiento del actual puente de Piedra y que probablemente era una obra de sillería o mixta de piedra y madera.
El agua también ha representado un importante papel en la Zaragoza romana, tanto por su situación a orillas del río Ebro y junto a la desembocadura del Huerva y el Gállego, como por sus complejos sistemas de abastecimiento y regadío. Junto a las ya mencionadas termas, se han documentado multitud de cisternas, fuentes, cloacas de desagüe y diversos tramos de tuberías de plomo y saneamiento.

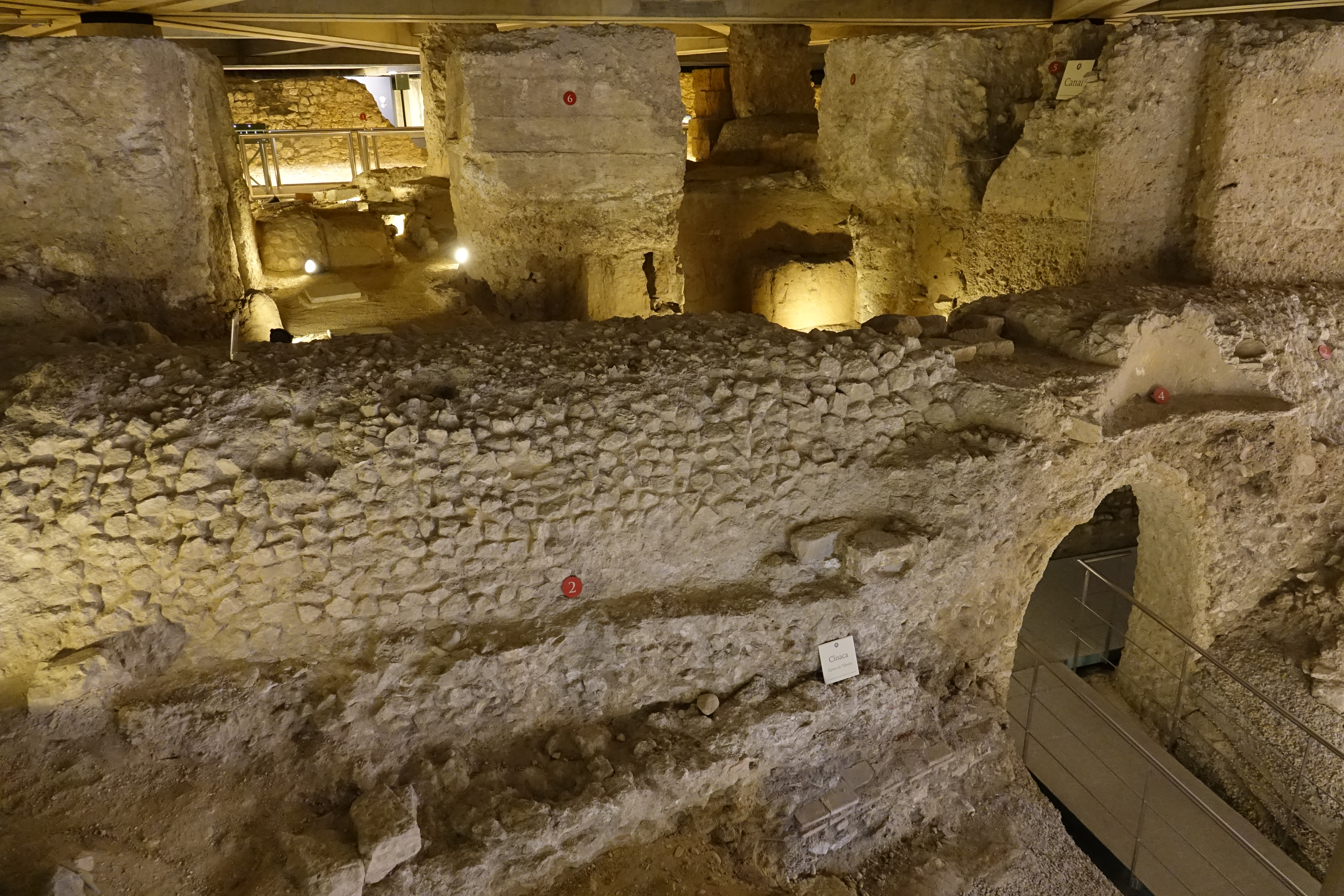
Cloaca y cimientos de los pórticos del foro

## La fundación como colonia mixta inmune

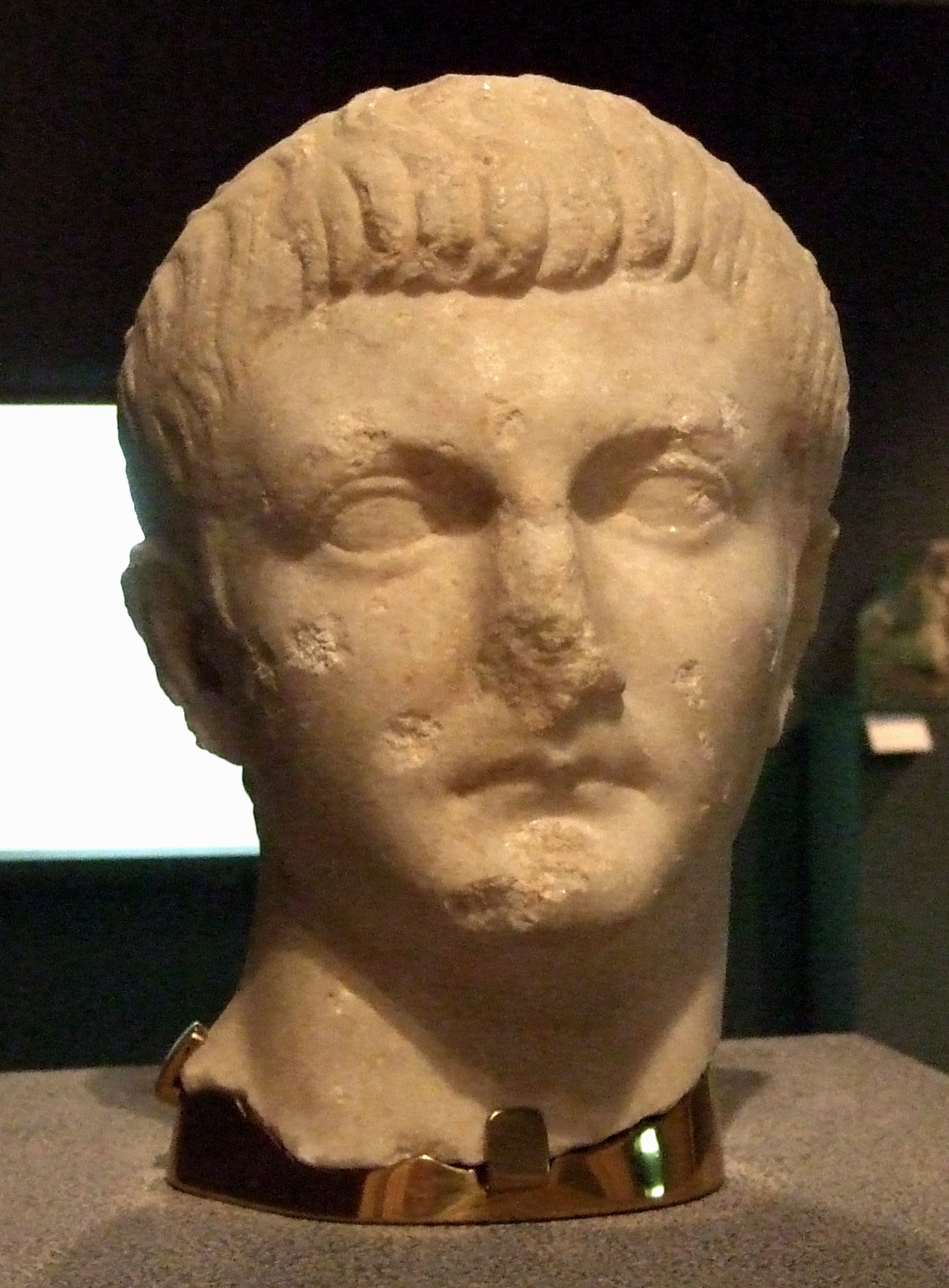
Busto de Druso el Menor procedente de Caesaraugusta (primer cuarto del)

Caesar Augusta fue fundada en el año 14 a. C. —si bien se han propuesto otras fechas para la fundación de la ciudad que abarcan una horquilla entre el año 25 y el 12 a. C.— como una colonia inmune donde soldados procedentes de las legiones que lucharon con César Augusto en Hispania entre el 29 y el 26 a. C. se integraron en la Salduie ibérica, formando una nueva ciudad colonial romana de carácter mixto, como refleja Estrabón en su Geografía (III, 2, 15).
La nueva colonia inmune ocupó una superficie de 44 hectáreas, delimitando una superficie de más de 900 x 500 m en torno a dos ejes axiales de comunicación: el decumano máximo (actuales calles Mayor y Espoz y Mina y Manifestación) y el cardo, que coincidía aproximadamente en su trazado con la calle de Jaime I, aunque la confluencia con el decumano en el límite sur —situado en el actual Coso Alto y que podría encontrarse en cualquier punto desde el Teatro Principal hasta la Puerta Cinegia— es inseguro, pues el trazado de la citada calle en su mitad sur data de una reforma del siglo XVIII.
La urbe contaba con cuatro entradas principales, cuyo emplazamiento se conservó hasta el siglo XV, a ambos extremos del cardo y el decumano:
- Puerta de Toledo. Estaba situada al extremo oeste del decumano, entre las actuales murallas[4] de San Juan de los Panetes y el Mercado Central. En su emplazamiento romano se mantuvo una puerta flanqueada por dos torreones almenados —cuyos arranques probablemente eran cubos de muralla romana— hasta 1848 en que se derribó. Aún perduran sus cimientos, descubiertos en el último cuarto del siglo XX. Un monumento de Martín Trenor y la estatua de Augusto de Prima Porta en bronce, regalada por Mussolini en 1940, sobre un pedestal de piedra negra de Calatorao, conmemoran desde 1989 el lugar donde se encontraba.
- Puerta de Valencia. Extremo este del decumano, a la mitad del actual Coso Bajo. Se encontró una inscripción a la «Porta romana» en un sillar, que señalaba su situación.
- Puerta Norte, o Puerta del Ángel, situada en el extremo norte del cardo, y que abocaba al Puente de Piedra. Se conservó hasta los Sitios de Zaragoza, a comienzos del siglo XIX, y se puede apreciar en su pleno uso en 1647 en la Vista de Zaragoza de Juan Bautista Martínez del Mazo.
- Puerta Cinegia. Extremo sur del cardo. Su nombre proviene del barrio árabe de Sinhaya, y su localización es insegura, pues pudo estar en algún punto situado entre el Teatro Principal y la plaza España de Zaragoza.

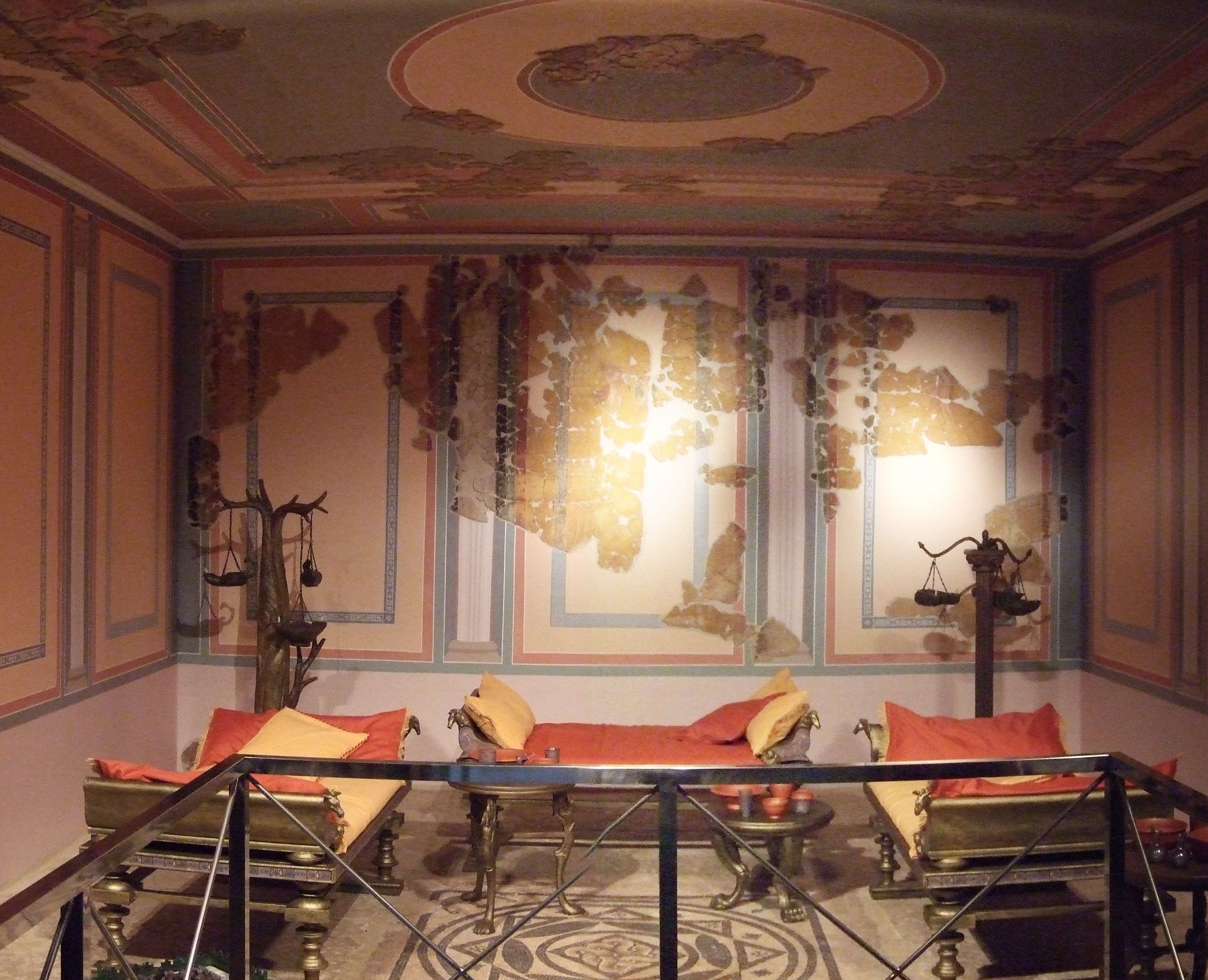
Triclinium de la casa romana de la calle Añón, de época Claudia (mediados del).

La ciudad de Caesaraugusta se constituyó así como la urbe más influyente del valle medio del Ebro, y sus acuñaciones monetarias se difundieron por toda la Tarraconense interior, llegando a predominar incluso en la actual provincia de Soria.
Todo el diseño de la colonia fue minuciosamente planificado antes de su ejecución. Se dotó pronto a la ciudad de un puente, probablemente de piedra, foro, acueductos y sistema de alcantarillado mediante cloacas de desagüe. Sin embargo, los estudios más recientes, sostienen la hipótesis de que estas infraestructuras, puente, puerto fluvial, foro, mercado, preexistieron a la fundación romana, aunque en muchos casos fueron reformados y ampliados, como sucedió con el foro, en época de Tiberio. El puente, el puerto y las termas pudieron formar parte de las dotaciones de la muy romanizada Salduie de los años 50-14 a. C. Debido a ello la actividad constructiva entre los años 14 a. C. y 14 d. C. fue limitada si se consideran las ingentes obras urbanísticas emprendidas a partir del gobierno de Tiberio, con la edificación del teatro o la remodelación del foro, entre otras actuaciones.
Hasta finales del siglo XX, se consideraba que los límites de la ciudad del siglo I estaban establecidos por los restos de murallas conservados. Sin embargo, a comienzos del siglo XXI toma fuerza una evolución distinta de la ciudad romana de Caesaraugusta. Por los restos de los siglos I y II encontrados fuera del perímetro de las murallas conservadas (plaza de la Magdalena, calles Antonio Agustín, Rebolería, Añón o teniente coronel Valenzuela por citar algunos ejemplos) la extensión inicial de la urbe ocuparía por el este el actual barrio de la Magdalena y Tenerías hasta el curso del Huerva, y por el sur una franja de terreno que llegaría hasta las calles Cinco de Marzo y San Miguel, paralelas al Coso Alto. Uno de los argumentos esgrimidos es que en la segunda mitad del siglo II se observan abandonos de casas situadas en esta zona, lo que ha hecho pensar en la construcción en este momento de la muralla en el sur y en el este, que originaría el traslado de la población de esta zona hacia el interior de estas murallas. Una hipótesis probable es que el límite occidental y norte hubiera permanecido estable desde la fundación de la ciudad, incluso contando con una muralla de opus caementicium que protegía la zona más desguarnecida, mientras que en el este la muralla fuera innecesaria en sus primeros tiempos gracias a la natural protección del curso del Huerva, que marcaría el límite oriental. En el siglo III, en todo caso, definitivamente se construye o reconstruye el perímetro descrito arriba con una muralla de sillares, de la que se conservan abundantes restos.

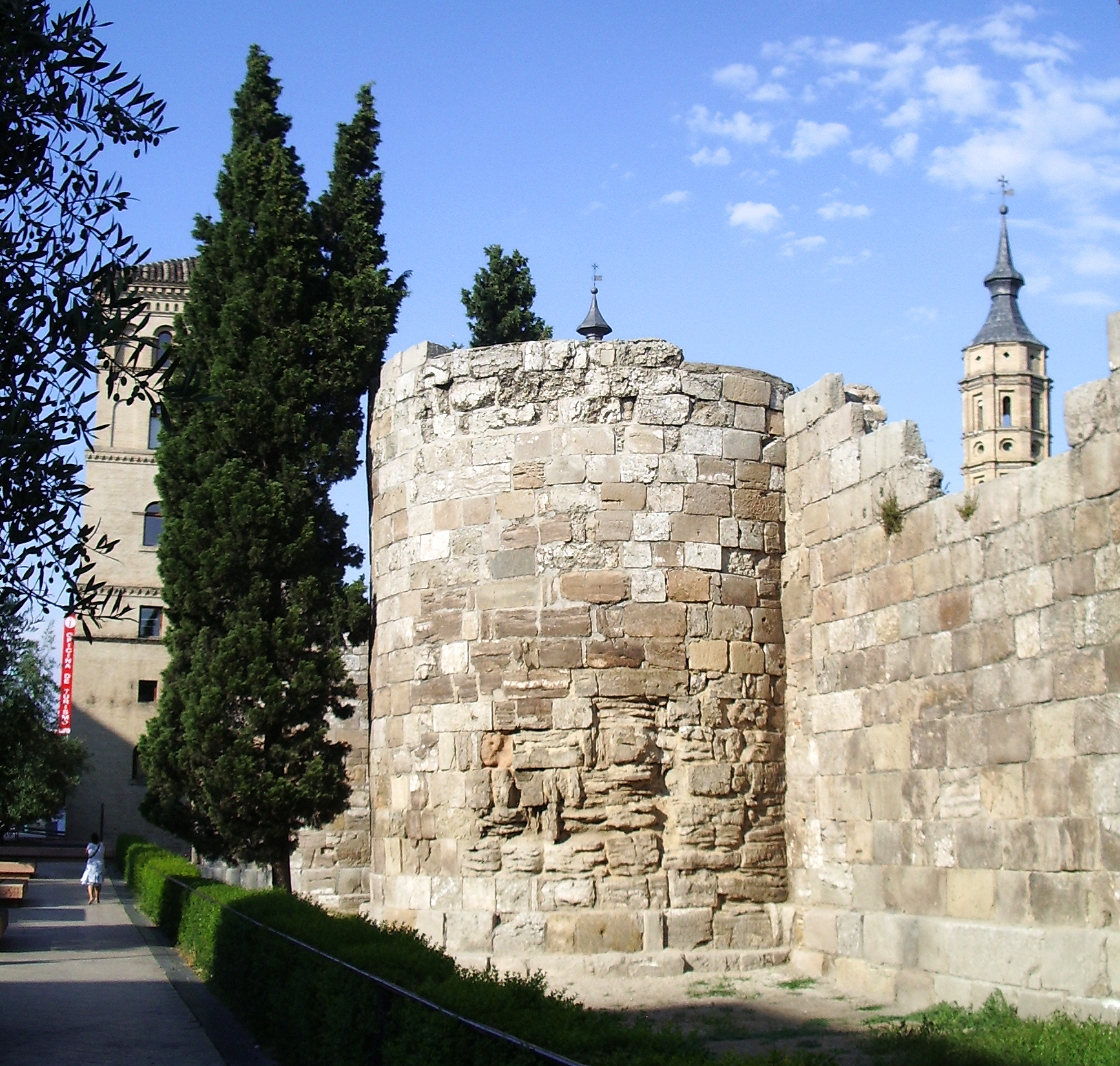
Tramo noroeste de la muralla romana de Caesaraugusta.

### Muralla
Durante mucho tiempo se había dado como segura la existencia de una muralla a comienzos de la colonia y la reedificación de esta en el siglo III. Sin embargo, abundantes restos arqueológicos hacen que desde comienzos del siglo XXI se ponga en duda que Caesaraugusta tuviera una muralla que rodeara el perímetro completo de la ciudad hasta el siglo III al menos, no en la apariencia con que se muestran los restos de lienzo conservados en la actualidad, especialmente en el lado oriental, donde la ciudad contaba con la protección del río Huerva.
El hallazgo en el año 2000 de la Casa de la calle Añón y su ubicación en la zona este de la urbe, extramuros de lo que se suponía el área incluida dentro de las murallas de Caesaraugusta, junto con otros restos arqueológicos encontrados, han hecho suponer que la superficie urbanizada se extendió en sus inicios más allá de lo que fue la ciudad romana amurallada del siglo III e incluso se ha postulado (según investigaciones de 2003), que la colonia romana de Caesaraugusta pudo carecer en un principio de murallas, particularmente, de las situadas a oriente.

### Puente
La existencia de un puente sobre el río Ebro situado en la ubicación del actual Puente de Piedra (probablemente ya existente en época de Salduie) está documentada a partir del hallazgo de tuberías de plomo que soportaba el puente y que traían agua potable desde el cercano río Gállego hasta la ciudad. Es más difícil dilucidar si ya en época romana el puente estuvo edificado en piedra sillar, aunque el prestigio de la capital del convento jurídico cesaraugustano y la requerida solidez que derivaba de su función de acueducto de pesadas tuberías induce a pensar que fuera un puente de piedra.

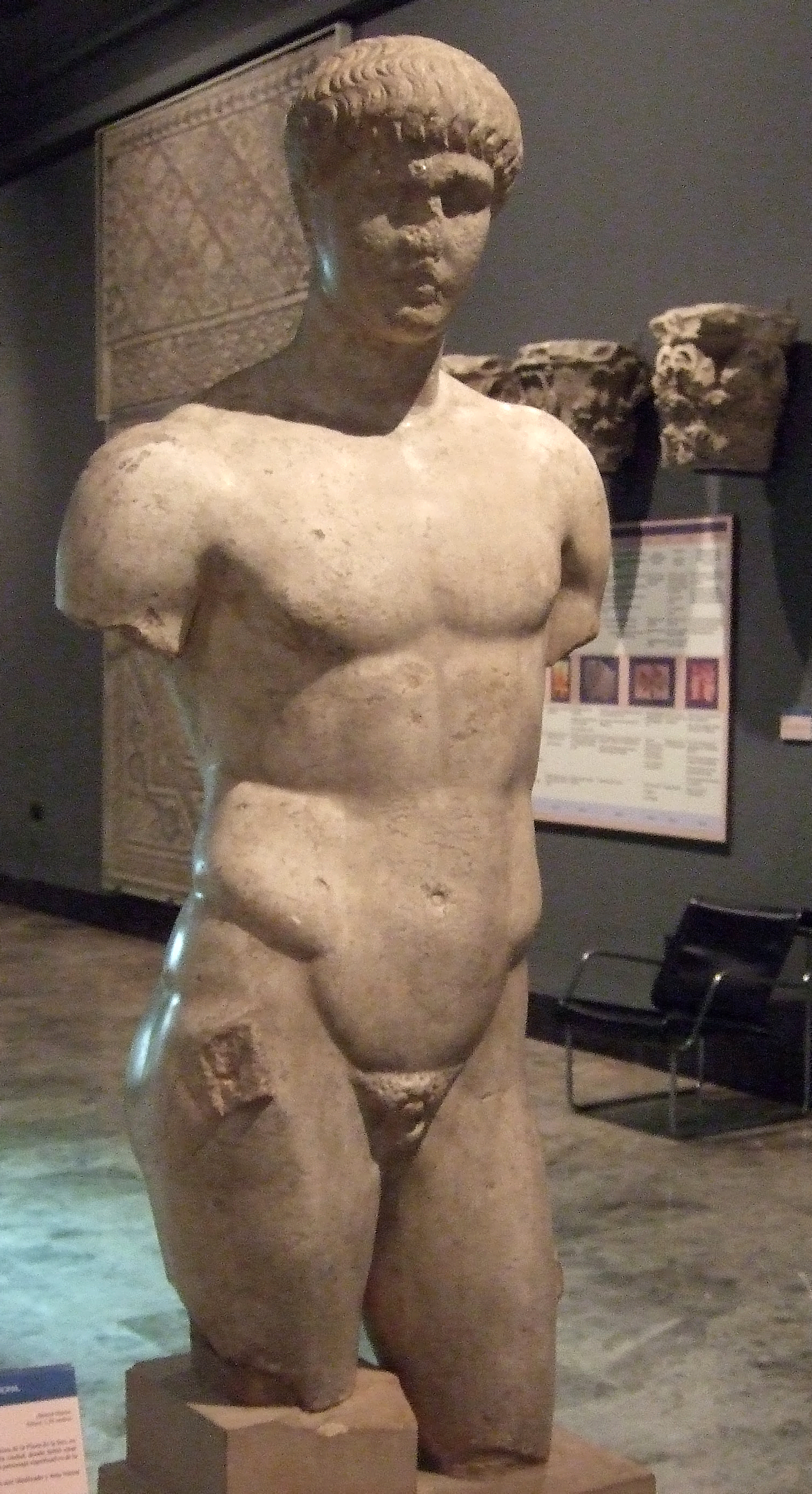
Estatua de varón (segunda mitad del) de época de Nerón o Domiciano, a quien podría representar de joven, hallada en el Foro romano de Caesaraugusta.

### Foro augústeo
El foro de la etapa augustea o saluitana (situado en la actual plaza de la Seo y el museo del puerto fluvial) tenían un carácter mercantil vinculado al transporte de mercancías desde y hacia Tortosa a través del Ebro, y muy posiblemente estuvo en funcionamiento antes de la fundación colonial romana. Adosado al este del cardo, consistía en una plaza cuadrangular abierta hacia el río limitada solo en sus lados largos, que alojaban sendos cuerpos de locales comerciales (siete tabernáculos conservados en el lado este), erigidos sobre zócalos de opus vittatum y pintura del III estilo inicial. Un sencillo pórtico cubierto cerraba el foro en el lado sur.

### Equipamientos hidráulicos
La colonia romana de Caesaragusta disponía de toda una red de alcantarillado, con cloacas y tuberías y abastecimiento de agua potable garantizado a través de acueductos que recogían el agua en grandes cisternas colectoras, y cuyos restos arqueológicos se han ido excavando fundamentalmente desde la última década del siglo XX. Además, en el barrio de las Tenerías, existía un drenaje para las inundaciones periódicas de las crecidas del Ebro consistente en un campo de ánforas agrupadas y colocadas invertidas.
Bajo el foro, y perpendicular al Ebro, se diseñó una cloaca de desagüe de grandes dimensiones: 2,82 m de altura y 2 m de anchura. Fue construida en opus caementicium con revestimiento de opus incertum. Otros sistemas de desagüe de la ciudad tenían notables dimensiones, sin llegar a las de la cloaca mayor. Así, hay un tramo en la calle Espoz y Mina trabajado en opus vittatum de 1,2 m de alto por 0,6 de ancho. Las proporciones de las cloacas de Caesaraugusta son similares a otras grandes ciudades romanas, y comparables, por ejemplo, a las de Augusta Emerita.

### Administración altoimperial
Desde el momento de la fundación de la ciudad, Caesar Augusta fue regida por dos grupos formados a partir de los ciudadanos romanos preeminentes: el ordo decuriornum o curia (el senado local) y el ordo Caesaragustanum (un conjunto de magistrados), que integraban un ordo u orden de ciudadanos del mayor rango, inicialmente surgidos de entre los oficiales y veteranos de las legiones y designados por los mandos para establecer la primera curia.
A la cabeza del gobierno de la ciudad se situaban cada año dos duunviros, equivalentes de los cónsules romanos en el ámbito local, cuyo nombre aparecía en las acuñaciones monetarias. Excepcionalmente, podía sustituirles un prefecto con atribuciones directamente emanadas de Roma.

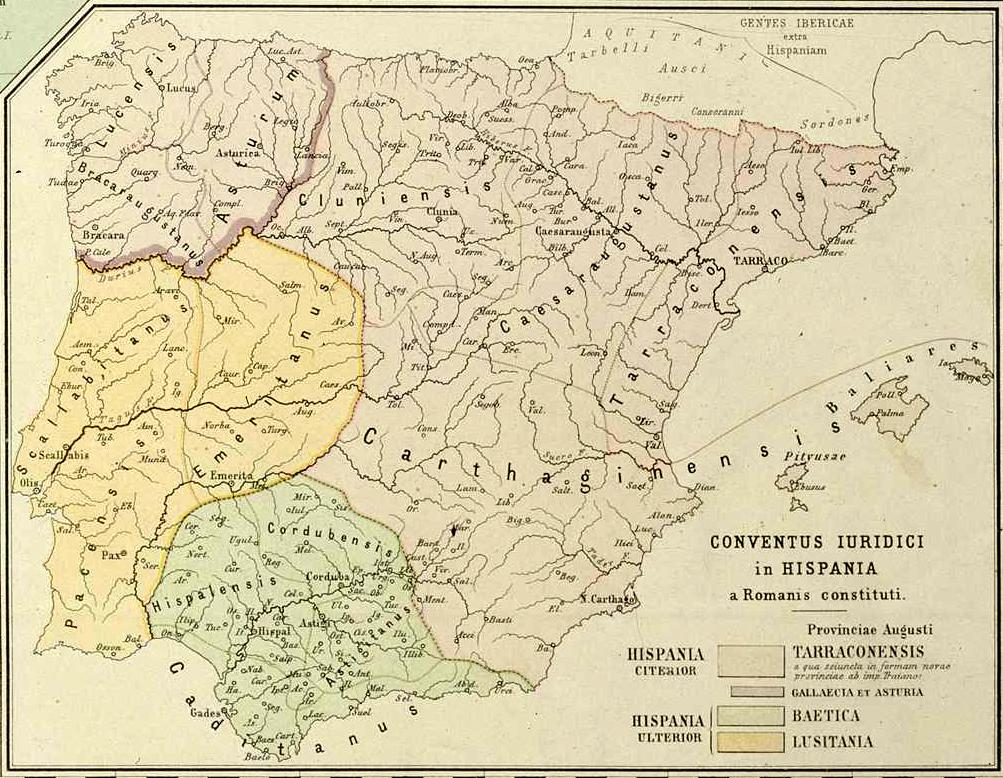
Demarcaciones jurídicas en Hispania.

Con los duunviros colaboraba una pareja de ediles, encargados del buen funcionamiento de las industrias, obras públicas y silos de abastecimiento de cereal (horrea), y un cuestor que se ocupaba de la administración.
Los primeros duunviros de César Augusta fueron Quinto Lutacio, Marco Fabio, Cayo Alsano, Tito Cervio, Lucio Casio y Cayo Valerio Fenestela, cuyos nombres remiten a familias itálicas. Solo se conoce el nombre de un edil, Marco Julio Antoniano, documentado en las inscripciones de las tuberías de plomo que, con funciones de acueducto, se integraron en el puente sobre el Ebro.
Caesaraugusta era la capital de una de las siete demarcaciones judiciales (conventus iuridicus) en que se dividía la provincia de Tarraco. El conventus Caesaraugustanus era uno de los más extensos e incluía al norte  Pamplona e Irún, al oeste Calahorra, al sur Alcalá de Henares y al este Lérida.
De este modo, Caesaraugusta fue un centro en que se debían resolver los asuntos legales en segunda instancia, siempre que no pudieran ser solventados en la jurisdicción municipal. Además, gozaba de capitalidad religiosa, con culto propio, pues disponía de un Genius conventus caesaraugustani con sacerdocio particular y recepción de homenajes y ofrendas sagradas de todas las ciudades de la demarcación administrativa. Según Fatás y Beltrán (1998), los restos de Basílica encontrados en el Palacio de los Pardo, en la confluencia entre el cardo y el decumano, constituirían el foro solemne y religioso; mientras que el foro excavado bajo la plaza de La Seo serviría de foro comercial y administrativo de la ciudad.

## SigloId.C.
Durante esta época, la nueva colonia inmune experimenta un importante crecimiento económico, a juzgar por el volumen de moneda acuñada y la envergadura de las obras públicas ejecutadas, que, a buen ritmo, acabaron dando una fisonomía de gran urbe a la ciudad cesaraugústea.
Toda la ribera del Ebro fue aterrazada en esta época para evitar inundaciones hasta una cota igual a la que llega actualmente la plaza del Pilar. La envergadura de estos trabajos solventaron para el futuro el riesgo de crecidas del Ebro, y de ello se benefició Zaragoza hasta nuestros días. Se practicaron, asimismo, abundantes desmontes en los alrededores de la urbe, para acondicionar terrenos agrícolas que abastecieran a la colonia.

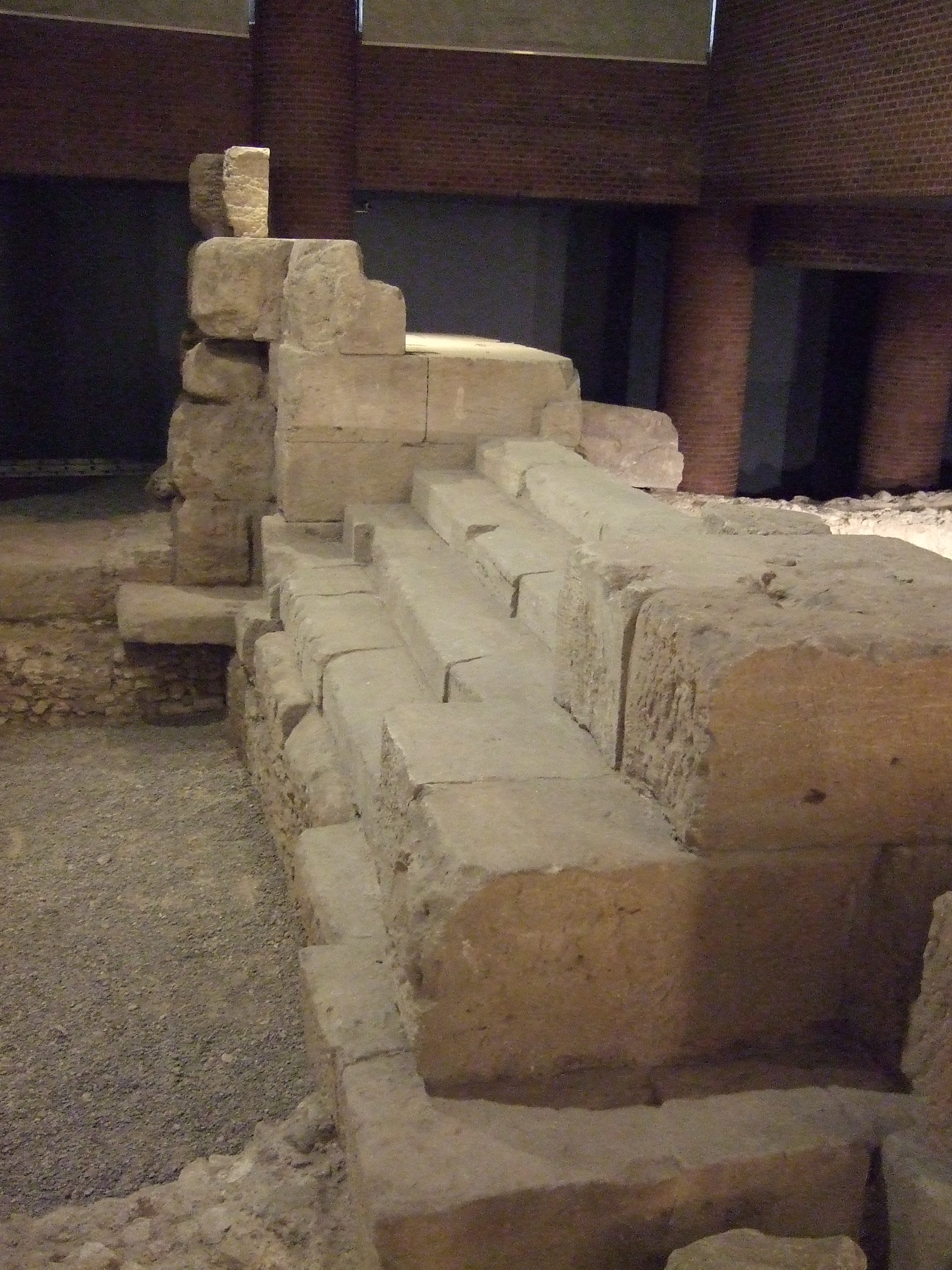
Restos de la escalinata de acceso del puerto fluvial al foro comercial.

### Foro de Tiberio
La obra más destacada en época de Tiberio (14 d. C.- 37) fue la remodelación del foro, que fue ampliado mediante el diseño de un gran rectángulo de más de 50 metros en el lado occidental, donde se alojaban tiendas construidas con aparejo de sillería y provistas de sótano. Todo su perímetro alojaba un doble pórtico interior que quizá se cerraba al sur con un gran templo imperial con peristilo de doble columnata, si bien la configuración del lado sur y presencia del templo es aún conjetural. Estaba pavimentado con losas de piedra caliza y construido con varias técnicas de aparejo: opus vittatum, opus africanum y opus caementicium u hormigón romano.
El foro de Tiberio albergó, además del templo, otros edificios y monumentos de carácter representativo e institucional. En él se han rastreado las huellas del edificio de la curia y pedestales de soporte de un programa iconográfico escultórico dedicado a Augusto, a su familia y a sus sucesores. Cerca de la cloaca máxima que discurre bajo el foro se halló una estatua de un muchacho de época de Nerón o Domiciano, a quien podría representar.
Por otro lado, destaca una zona de almacenamiento de cereal al norte del foro a la que se accedía desde el puerto fluvial por medio de una escalera de obra monumental con una puerta de triple paso. Los restos de dicha escalinata se pueden contemplar en el Museo del Puerto Fluvial de Caesaragusta.
Por fin, en las excavaciones del Palacio de los Pardo, sede actual del Museo Camón Aznar, se encontraron a fines del siglo XX restos de un muro que formaría parte de un templo o basílica y quizá fuera el edificio más relevante de un complejo forense de carácter religioso, y no comercial como sería el de la plaza de las Catedrales, centro del culto ciudadano que coincidiría con la intersección del cardo y decumano máximo, según otra teoría del emplazamiento del cardo, que podría arrancar de este foro y no necesitar el retranqueo que le llevara a la puerta Cinegia desde la calle de don Jaime I (también llamada San Gil), según hipótesis y planimetría planteada por María Pilar Galve en 2004.

### Teatro

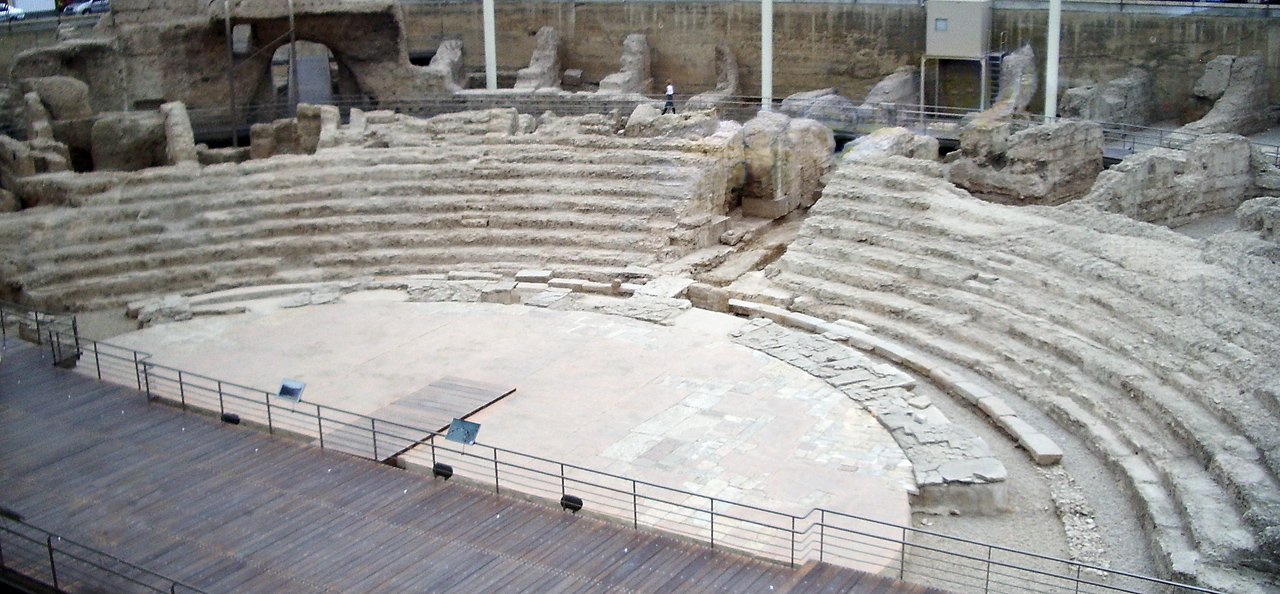
Teatro de Caesaraugusta.

A este periodo pertenece también la obra mayor del teatro, cuya edificación comenzó al final del gobierno de Tiberio y se concluyó ya en época de Claudio hacia el 50 d. C. Ocupó un solar que había sido destinado a esta infraestructura teatral desde la planificación colonial del periodo de César Augusto.
Estuvo inspirado en el modelo del Teatro Marcelo de Roma. Se utilizó en su construcción una estructura de hormigón (opus caementicium) para elevar el graderío que, en su fachada exterior de tres pisos y veintidós metros de altura, fue recubierto con losas de mármol o sillares de opus quadratum ofreciendo una decoración monumental.
Poseía, sin embargo, un singular acceso independiente desde la puerta central de la fachada hasta la orchestra de trazado perpendicular a las tablas o scena y que recorría como un eje el teatro para uso de las autoridades, que accedían así directamente a los escaños reservados a ellos en el semicírculo orquestal. Este exclusivo acceso se puede observar también en los teatros de Turín o Minturno —si bien es único entre los de la Hispania romana— y puede deberse a la variedad de espectáculos, no solo dramáticos, sino acaso también de gladiadores, que se celebrarían en él.
Se trata de uno de los más grandes teatros de Hispania, con sus 7000 metros cuadrados de superficie (106 m de diámetro) y capacidad para albergar aproximadamente 6000 espectadores.

### Otras obras públicas: templos y termas

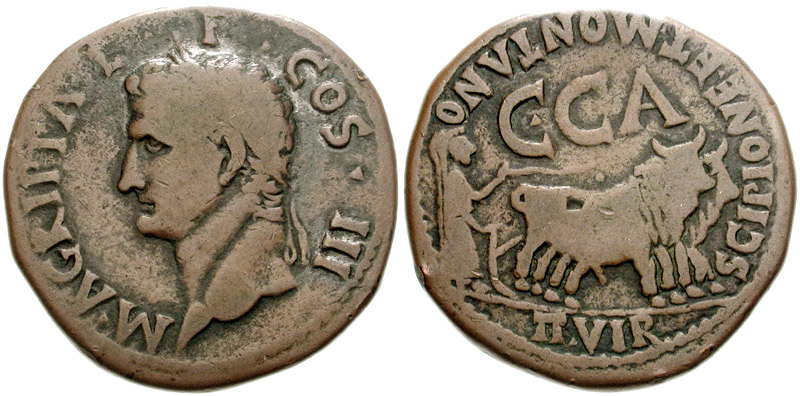
Moneda acuñada en Caesaraugusta bajo el gobierno del emperador Calígula. En el anverso figura un retrato conmemorativo del general Agripa; el reverso representa el ritual fundacional de la colonia. La inscripción C·CA alude a la ceca de Caesaraugusta, y la leyenda SCIPIONE·ET·MONTANO (Escipión y Montano) da cuenta de los dos duunviros que gobernaban como cónsules locales el 38/39 d. C.

A finales de la década de 1980, en el transcurso de las obras de la remodelación de la plaza del Pilar, apareció la cimentación y parte del podium de un templo capitolino, ubicado donde hoy lo está el aparcamiento subterráneo de dicha plaza, bastante alejado del único foro conocido, lo cual unido a que tiene una orientación eje E-O (entrada por el este), haría pensar en la existencia de dos foros conectados.
Aparte de este hallazgo, el aspecto de los templos puede documentarse a través de las monedas emitidas en Zaragoza. En un dupondio del año 28 está representado un templo de tipo hexástilo al que se accedía a través de tres gradas, con columnas de tipo ático y un sencillo frontón decorado geométricamente con triángulos inscritos que estaba dedicado a la pietas augusti. Más tarde, en un as del año 33 aparece otro templo tetrástilo de columnas corintias con acanaladuras.
En la etapa final Julio-Claudia, que abarca los gobiernos de Calígula, Claudio y Nerón se realizaron también numerosas obras públicas, que acabaron dando la fisonomía definitiva a la ciudad en su etapa antigua clásica. Fundamentalmente se colmataron solares aún vacíos, edificando espacios ajardinados y otras infraestructuras de importancia, como las termas públicas aparecidas en la calle San Juan y San Pedro, que actualmente han sido convertidas en espacio museístico.
De estas termas públicas se conserva en buen estado una piscina para nadar o natatio rodeada de columnas siguiendo ejemplos de representación romanos. Se trataría de unas instalaciones de baños dispuestas en eje consecutivo, siguiendo la secuencia natatio, frigidaria, tepidaria y caldaria. Se decoraron interiormente con losas de mármol suelos y muros, a los que se añadió ornamentación floral de tradición julio-claudia. Hubo más termas públicas, y numerosas privadas en las viviendas particulares. Entre las primeras destacan las halladas en la plaza de las catedrales, de época de Nerón o Vespasiano.

### Cerámica
En cuanto a la cultura material, se observa en la segunda mitad del siglo I d. C. una mayor presencia de producciones cerámicas hispánicas, que fueron encontradas en las diversas viviendas excavadas en Zaragoza. Asimismo, se documenta la aparición de cerámica del norte de África y, en la vidriada, sigue la colonia nutriéndose de centros productores del norte de la península itálica.
Es muy significativa la presencia por vez primera de ajuar cerámico de uso cotidiano procedente de talleres de alfarería zaragozanos, situados en la calle Predicadores, desde mediados del primer siglo después de Jesucristo.
|                           |
| Restos de cerámica romana |

|                                          |
| Conjunto de diferentes cerámicas romanas |

|                           |
| Restos de cerámica romana |

|                           |
| Restos de cerámica romana |

### Postrimerías delsigloId.C.
Con la dinastía Flavia se potencian las vías de comunicación con el entorno de Caesaraugusta, como testimonia un miliario situado en la calzada hacia Bílbilis. Se habitan nuevos solares en la ciudad, como el de la calle Torrenueva n.º 6. Se han encontrado, además, restos de muros de cantos rodados fuera del perímetro considerado urbanizado tradicionalmente en la calle Palomeque n.º 6, de una casa de la calle Heroísmo, junto a la que se encuentran restos de un vial urbano, y de un ninfeo en la calle del doctor Palomar n.º 4 provisto de estanque, una fuente y pinturas murales. También se emprendieron importantes reformas en el teatro.

## SigloIId.C.

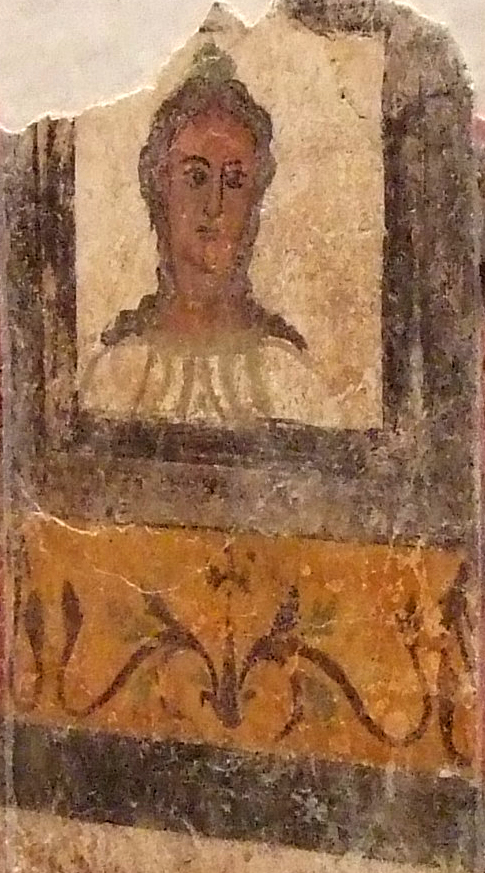
Pintura mural representando a una musa de época de Adriano (117-138), encontrada en la calle San Agustín 5-7.

Sigue siendo un periodo de economía emergente, como puede atestiguar la finalización de la calzada que llevaba a la capital de la Lusitania, Augusta Emerita.
La época de los Antoninos está caracterizada por la expansión hacia los espacios rurales de las actividades económicas de la ciudad, lo que causa un importante crecimiento de villas agrarias. Ejemplo de ello es la encontrada entre las calles Alfonso V y Rebolería. Se centralizaba en torno a un impluvium porticado dotado de una estatua central de un Fauno ebrio recostado sobre un odre del que mana líquido, que tiene un paralelo en las estatuas de ninfas yacentes de la villa de Virunum. El solar estuvo edificado desde el siglo I, lo cual da otra prueba de que la ciudad, antes del siglo III, se extendía hasta la orilla del Huerva.
Numerosos ejemplos de domus (o casas unifamiliares) de ciudadanos acaudalados de la ciudad disponían de termas privadas, aunque también han aparecido otros establecimientos termales de carácter público, como los de la plaza de Santa Marta, que conservaron restos de pinturas de guirnaldas y flores. Sin embargo, las prospecciones arqueológicas no han documentado hasta ahora la presencia de insulae, o bloques de viviendas.
Caesaraugusta es ya una urbe dotada de un perímetro agrícola o agro de gran importancia, regado por los cuatro ríos que confluyen en sus cercanías (Jalón, Huerva, Gállego y Ebro); de necrópolis situadas en los márgenes de las calzadas de acceso a la ciudad y de un conjunto de talleres industriales entre los que destacan los alfares.
Hacia finales del siglo II aparecen mosaicos polícromos y decorativos, como el de la gran domus de San Juan de los Panetes dedicada a Orfeo (quizá del siglo III). Otros mosaicos de gran belleza son el de Eros y Pan, el de Eros y Psique y el del Triunfo de Baco (también datado a comienzos del s. XXI en el siglo III), hallado entre las calles del Coso Alto y Alfonso I.
También a finales del siglo XX se encontraron la calle San Agustín 5-7 restos de una domus provista  de pinturas murales polícromas que incluían representaciones de las musas. Se trata de un estilo datado en época de Adriano (117-138) novedoso en Caesaraugusta y caracterizado por una gama de tonos cálidos y por la representación figurativa. Aumenta el tamaño de la ornamentación pictórica de los muros de las viviendas. Al lado de estas complejas decoraciones, siguen apareciendo modelos más sencillos, que decoran las paredes mediante imitaciones de mármol, y que perdurarán hasta el siglo IV.

## SigloIIId.C.

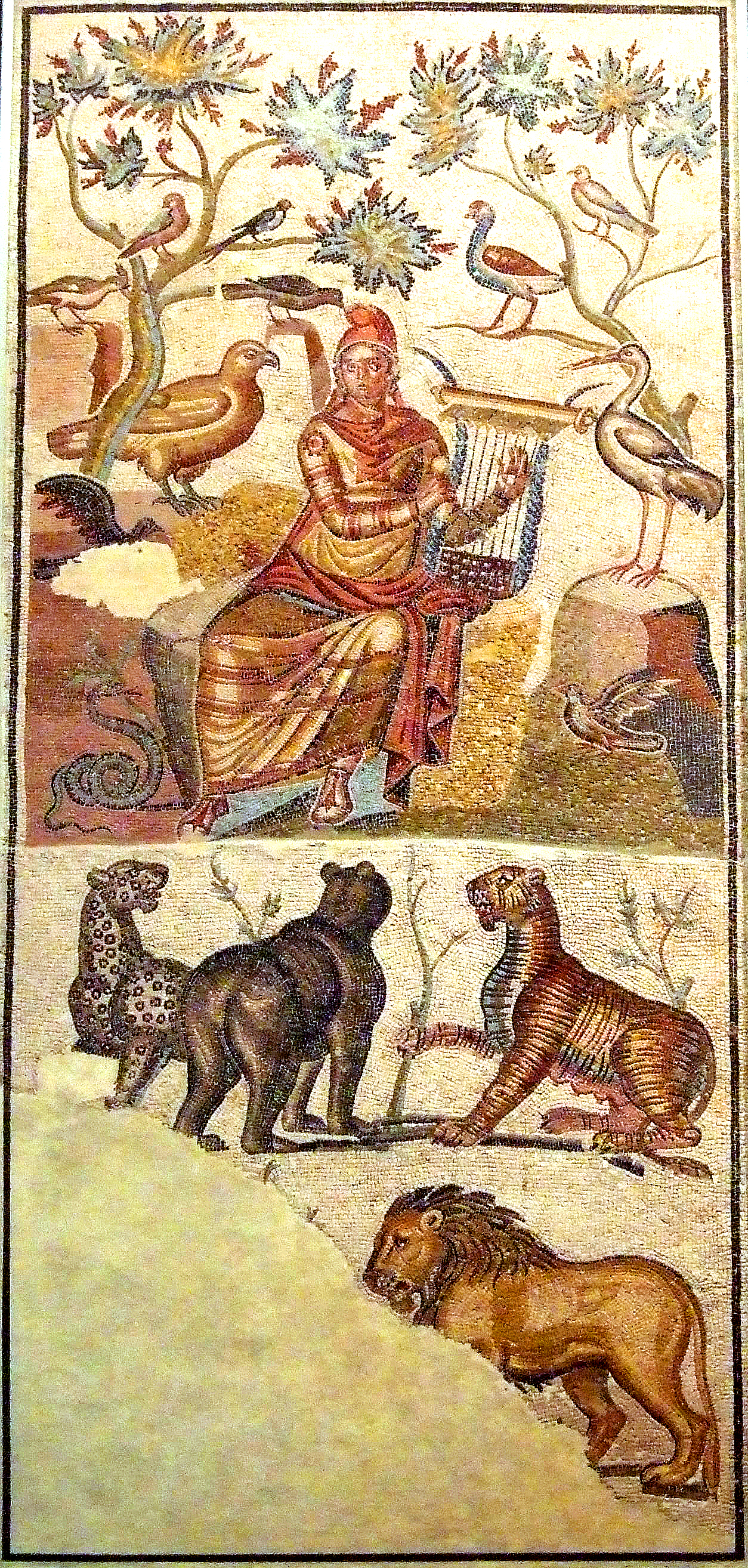
Mosaico de Orfeo. Siglos - d. C.

Si bien la primera mitad del siglo III de nuestra era es bastante desconocido en lo que concierne a Caesaraugusta, es este un periodo de cambios significativos en la ciudad. Se reedifican o construyen en este siglo las murallas que se conservan, puesto que es un periodo inestable, lo que corrobora que la misma ciudad de Roma hubiera de amurallarse en este siglo en que se siente amenazada. Los restos de muralla que se pueden contemplar hoy a la vista son un tramo de unos ochenta metros entre el Mercado Central y la iglesia de San Juan de los Panetes y el lienzo inferior de otro tramo de dos cubos en el ángulo noreste (paseo de Echegaray y Caballero).
En el siglo III el teatro de Caesaraugusta se modifica de nuevo, lo que puede indicar una nueva función para el espacio de este edificio, donde quizá ya no sea preeminente el espectáculo teatral en sí mismo, en favor de la celebración de otros tipos de entretenimiento.
Por otra parte, el siglo III ve proliferar las grandes casas representativas de los ciudadanos de mayor prestigio de la ciudad. Se encuentran en ellas pavimentos de mosaicos policromados de grandes proporciones, como el de la Casa de Orfeo, domus de grandes proporciones cuyo salón tenía 47 m² de superficie; o el del Triunfo de Baco que apareció junto a un importante grupo escultórico: el Grupo Ena (dos ninfas interpretando música, que reflejan un gusto exquisito, un delicado cincelado y un gusto filohelenístico introducido en el Imperio bajo los Antoninos), conservado en el museo Marés de Barcelona; anteriores dataciones, sin embargo, atribuyeron estos mosaicos y esculturas al siglo II.
También proliferan las villas agrarias en el proceso de ruralización que experimenta la cultura romana en su periodo final, y las grandes diferencias que comienzan a aparecer entre ciudadanos honestiores (o pudientes) y humiliores (de condición social humilde).
La calzada occidental o de la puerta de Toledo, había ido generando en sus márgenes un barrio de talleres alfareros, puesto que las industrias de la ciudad debían asentarse fuera del recinto urbano al ser generadoras de contaminación y desechos.
Las necrópolis de la ciudad se habían ido situando extramuros, a los lados de los grandes viales de acceso y salida de la ciudad. En el siglo III están documentadas ya al menos tres necrópolis importantes, una en cada vía correspondiente a las salidas este o de Toledo (barrio de San Pablo, calles de San Blas y Dosset), oeste (necrópolis de Las Fuentes, calle de Nuestra Señora del Pueyo) y norte (junto al Ebro, paseo de Echegaray y Caballero).
A mediados del siglo IV surgirá, en torno a un espacio de culto en la capilla de las Santas Masas, un cementerio cristiano, religión cuya presencia en Zaragoza data de mediado el siglo III, como testimonia una misiva del obispo Cipriano, cabeza de la Iglesia cristiana en Cartago.

## Antigüedad tardía (284-408d.C.)
Tras llegar al poder, Diocleciano (284-305) reformó el Estado y el sistema político romano, que había sufrido una prolongada crisis que amenazaba la unidad del Imperio desde tiempos de Marco Aurelio (161-180), facilitando las incursiones bárbaras. Diocleciano repartió las responsabilidades de gobierno entre los tetrarcas, de los que correspondían a Occidente Maximiano y Constancio, quedando Hispania, África e Italia, y con ellas Caesaraugusta, en manos de Maximiano. La ciudad quedó a partir de ese momento al margen de las maniobras de Diocleciano para recuperar el poder y, a su muerte, el gobierno de Hispania pasó a los siguientes emperadores. A falta de información directa, es de suponer que la ciudad seguía estando desmilitarizada, recayendo la defensa de las murallas en caso de ataque en la milicia local y sobre todo en la collegia iuvenum, un cuerpo formado por los hijos de las clases altas. Los campesinos cercanos a la ciudad se refugiaban dentro de las murallas; aquellos más alejados debían confiar su defensa en pequeñas tropas acantonadas en torres de vigilancia distribuidas de forma regular en las vías. Grandes terratenientes podían disponer de su propio ejército privado, formado por esclavos y siervos.

Hispania tras las reformas administrativas de Diocleciano.

Dentro de las reformas administrativas iniciadas por Diocleciano, la Hispania Citerior fue dividida en tres: Gallaecia, Tarraconense y Cartaginense, con praeses perfectissimus, todas parte de la Diocesis Hispaniarum, con capital en Mérida. Caesaraugusta continuó perteneciendo a la provincia Tarraconense, gobernada por un praeses con sede en Tarragona, desapareciendo el antiguo convento cesaraugustano.
Habitualmente, el siglo IV es analizado desde el punto de vista de la decadencia del Imperio: la presión fiscal sobre los curiales, la huida de la aristocracia fundiaria a sus fincas rurales y la crisis económica habrían provocado la decadencia o la ruina de las ciudades tardorromanas. En el caso de Caesaraugusta, la arqueología ha sacado a la luz la decadencia del conjunto termal de San Juan y San Pedro a mediados del siglo IV. Las termas sufrieron un expolio de materiales nobles y un abandono tan radical que se encontraron los restos de un adolescente en el suelo del frigidarium. Otros signos de las dificultades de mediados del siglo IV son el abandono de una domus en la calle Torrenueva 6, que mostraba huellas de fuego en el mosaico, indicando un mal uso de la vivienda, la destrucción de las termas domésticas de la calle Ossaú y el abandono definitivo del teatro, a lo que no debió ser ajena la extensión del cristianismo, que no veía con buenos ojos este espectáculo pagano.
Sin embargo, la decadencia no parece haber sido importante en el caso de Zaragoza. La arqueología muestra la existencia de grandes casas lujosas, una importación de productos exclusivos de Roma y el sur de Francia y un activo comercio con el norte de África. La principal fuente del siglo IV, Paulino de Nola, cuya esposa Therasia tenía posesiones en Zaragoza, Tarragona y Barcelona, cuenta que él mismo habita en Caesaraugusta, entre otras localidades, y alaba su extenso territorio y sus murallas. En el año 379 se celebró un concilio en la ciudad, que indica que había capacidad para recibir a los obispos y sus séquitos. De hecho, hacia finales del siglo IV, Zaragoza y Barcelona comenzaron a incrementar su importancia frente a Tarragona. Se tienen noticias de unos juegos circenses en Caesaraugusta en el año 504, señal de que los curiales todavía seguían cumpliendo sus funciones en esa fecha tan tardía.

### Administración bajoimperial

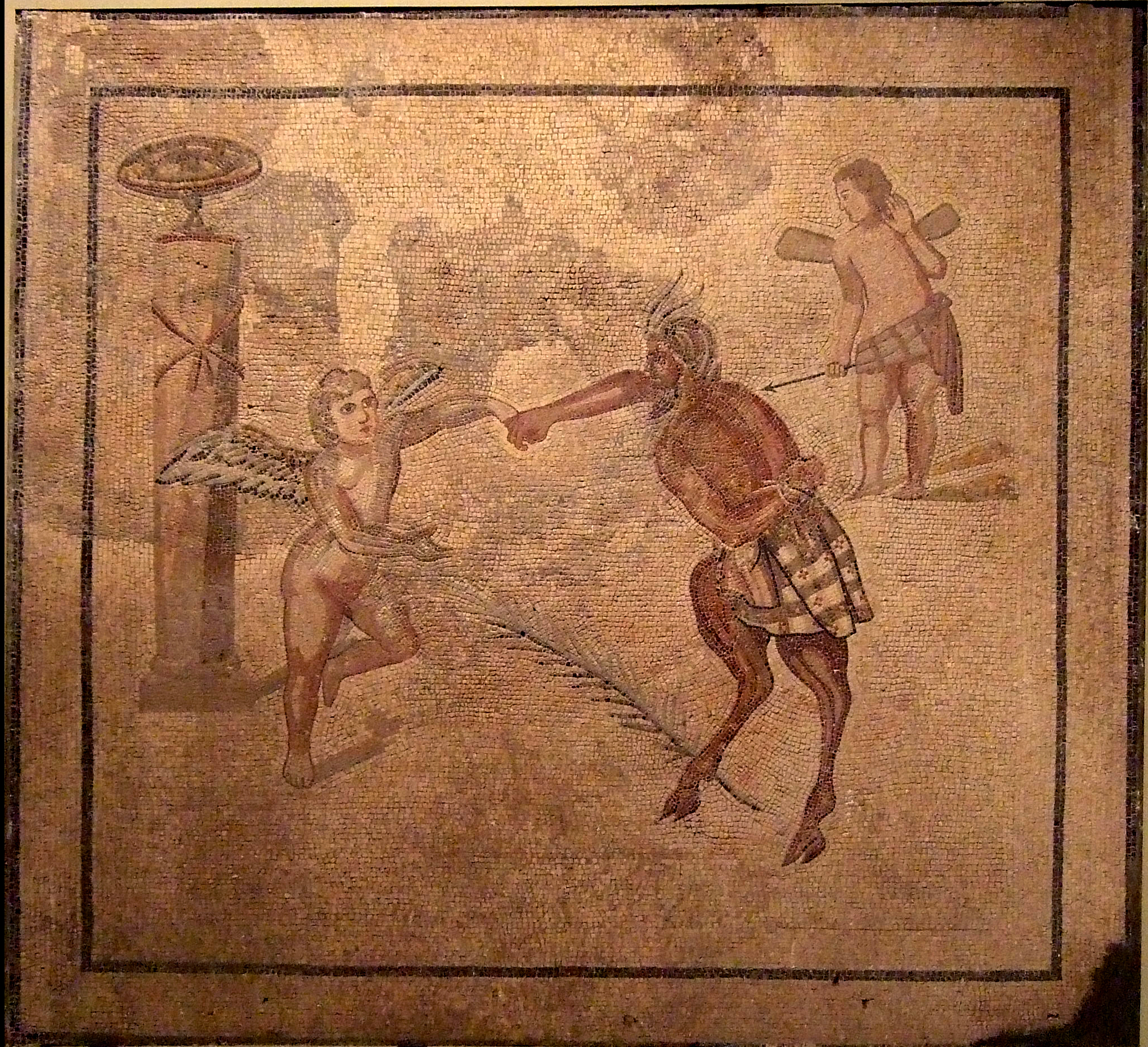
Mosaico de Eros y Pan, Caesaraugusta, siglos -

Tomando como modelo la ciudad norteafricana de Timgad, se puede reconstruir aproximadamente el gobierno local: curia o senado, magistrados y populus. Existirían aproximadamente un centenar de curiales, de los que una minoría eran honorati exentos de munera, cargas impositivas, clasificados en orden descendente en clarissimi, de rango senatorial, los perfectissimi, desde el año 326 distintos de los équites, y los sacerdotales, antiguos sacerdotes. Por debajo se encuentran los decuriones, también pertenecientes a la curia, aristócratas hereditarios locales a partir del siglo III; los hijos de un decurión accedían al ordo al emanciparse a los 25 años, pero se les exigía un censo fundiario para garantizar el cumplimiento de las cargas financieras. Los magistrados y decuriones inicialmente realizaban sus servicios a la ciudad de forma voluntaria, como contraprestación al poder y prestigio del cargo; pero desde tiempos severianos este ejercicio voluntario fue codificándose en forma de munera obligatorios. Entre los servicios prestados a la ciudad, aparte del pago de la summa honoraria al asumir el cargo, los oficiales debían organizar juegos, mantener los baños públicos, supervisar la traída y evacuación del agua, representar oficialmente la ciudad, controlar y supervisar la conservación y construcción de rutas, puentes, acueductos, edificios públicos y murallas y vigilar los precios del marcado, entre otras actividades.
El jefe de los magistrados era el curator ciuitatis que se elegía por un año entre los curiales o a partir de 363 por el consejo ciudadano con los demás magistrados. Las funciones del curator eran vigilar la gestión financiera, el registro de los acta, la ejecución de trabajos públicos, el aprovisionamiento, el control de precios, encargado de la policía y la instrucción de algunos asuntos menores; los duouiri, los demás magistrados, ediles y cuestores, le estaban subordinados.
El territorium o territorio rural que dependía administrativamente de Caesaraugusta es desconocido. En él se encontraban los terrenos de los curiales, las villas rústicas, los vici o aldeas dependientes, los pagi o lugares menores y las tierras comunales. El arrendamiento y explotación de estas últimas iban a las arcas municipales hasta el cambio de legislación, que transfirió dos tercios de la propiedad al tesoro imperial. La extensión puede suponerse considerable, si se tiene en cuenta que no hay ciudades cercanas de importancia y la aglomeración de villas rústicas en los alrededores de la ciudad.

### La llegada del cristianismo
Dieciocho mártires guarda nuestro pueblo en un solo sepulcro; a la ciudad que ha cabido tamaña gloria la llamamos Zaragoza.
Prudencio, Peristephanon, traducción de J. Guillén

La primera noticia del cristianismo en Caesaraugusta aparece en una carta de Cipriano, obispo de Cartago, fechada en el año 254, en la que menciona a Félix de Caesaraugusta, fidei cultor ac defensor veritatis.
Pero fue Prudencio quien dejó el testimonio más extenso en su carmen Peristephanon de principios del siglo V. En él habla de los Innumerables Mártires, en realidad 18 —Optato, Luperco, Suceso, Marcial, Urbano, Quintiliano, Julia, Publio, Frontón, Félix, Ceciliano, Evencio, Primitivo, Apodemo y cuatro Saturninos—, además de Engracia, Valero y Vicente y Cayo y Clemente, estos últimos confesores que no fueron muertos. Los primeros, los mártires de Zaragoza, y Engracia parece que murieron en la persecución de Valeriano (200-260) de 257 y 258, aunque el dato no es seguro. Valero, obispo de Zaragoza, y Vicente, su diácono, fueron deportados hacia los años 303 a 305 a Valencia por Maximiano (250-310), donde fueron torturados, muriendo Vicente. Valero, que todavía asistió al concilio de Iliberis hacia el 306, pertenecía a la domus infulata de los Valerios, una dinastía de obispos ceasaraugustanos llamados Valero/Valerio, lo que demuestra que Zaragoza ya era sede episcopal desde mediados del siglo III. Existen indicios de que santa Engracia y los mártires habrían sido enterrados en un pequeño edificio dedicado a su culto, un Martyrium, al que podría pertenecer un mosaico del siglo IV con simbología cristiana conservado en el Museo de Zaragoza.

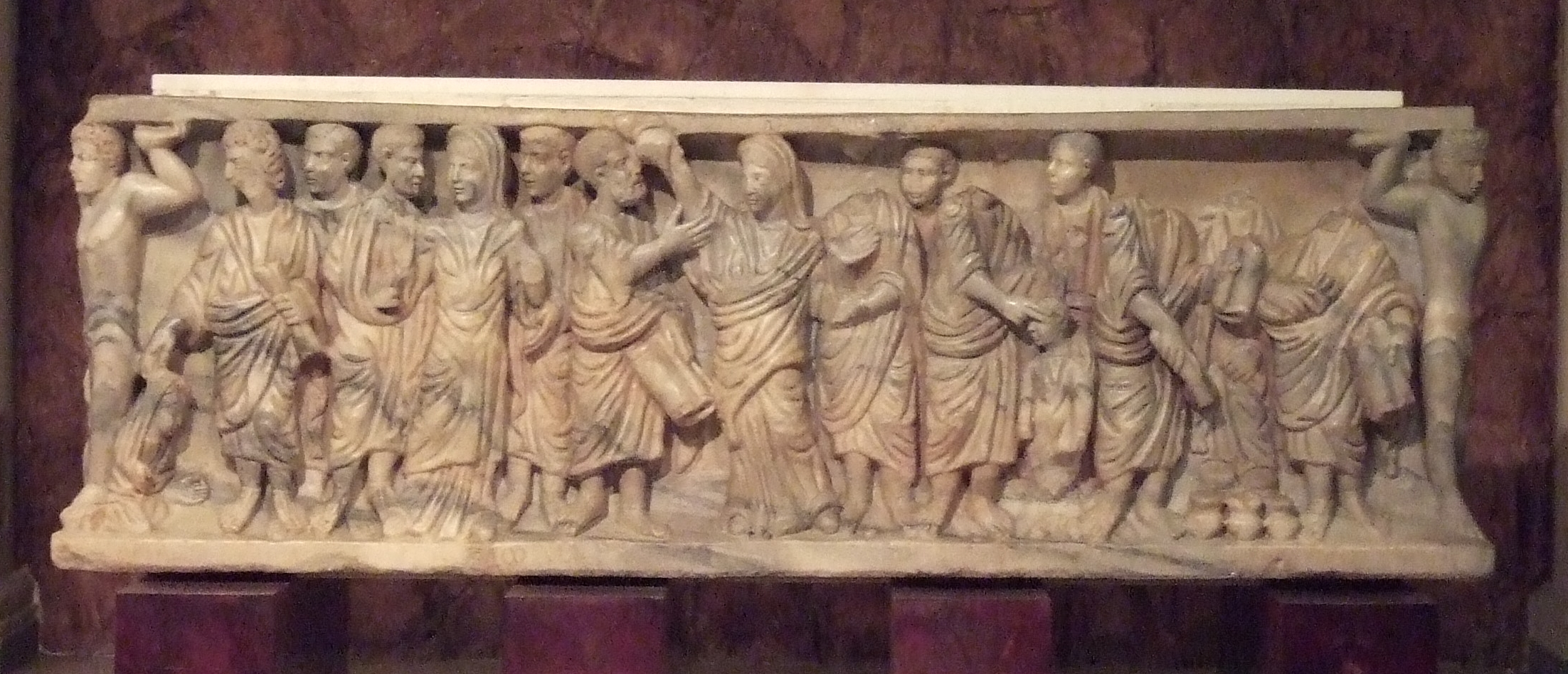
Sarcófago llamado de la receptio animae o de la Asunción (ha. 330-350 d. C.), procedente de una necrópolis cristiana cerca de la iglesia basílica de Santa Engracia, donde se encuentran en la actualidad. La iconografía muestra diversas escenas, entre las que se puede destacar la curación de la hemorroísa y Cristo, la receptio animae, la curación del ciego, las bodas de Caná.

En el año 311 Galerio (260-311) publicó el edicto que legaliza oficialmente a la iglesia cristiana y a partir del 313, el cristianismo obtuvo una posición de privilegio frente a la religión tradicional. Esto permitió la realización de una serie de concilios, como el ya mencionado de Iliberis, en los que la iglesia depuró y eliminó una serie de herejías. Al concilio de Arlés fueron enviados en el año 314 Rufino y Clemencio. En 343, Casto, obispo de Zaragoza, fue convocado a Serdica (actual Sofía, Bulgaria) para combatir el arrianismo. También se realizaron concilios en Zaragoza, siendo el primero en 380 dedicado a la lucha contra el priscilianismo.
De entre el año 330 y 350 d. C. se han conservado dos sarcófagos paleocristianos, que se conservan en la iglesia basílica de Santa Engracia. Posiblemente provengan de una necrópolis que se encontraba en el área de Santa Engracia y la plaza de los Sitios relacionada con el Martyrium mencionado anteriormente. Ambos son de mármol esculpido en Roma y traídos en barco, lo que indica la existencia de cristianos con suficientes recursos. El primero, llamado de la Asunción o de la receptio animae, muestra diversas escenas bíblicas, como la creación de Adán y Eva, la curación de la hemorroísa, la orante entre dos apóstoles, la receptio animae, la curación del ciego, las bodas de Caná y el Pecado Original. El segundo sarcófago, llamado habitualmente de la trilogía Petrina, muestra el milagro de la fuente, el arresto de Pedro, la escena del gallo, la curación del ciego, la conversión de agua en vino, la multiplicación de los panes y los peces y la resurrección de Lázaro.
Además de la ya mencionada basílica-iglesia de Santa Engracia, que se encontraba en el mismo lugar que el edificio actual, es posible que hubiese otras dos basílicas iglesias en la ciudad. La primera, la de Santa María, en el lugar en el que se encuentra actualmente la Basílica del Pilar; la segunda, la de San Millán, en los terrenos del antiguo teatro romano. También se ha especulado sobre la existencia de una tercera basílica-iglesia en la necrópolis occidental, identificándola con la de San Félix. Es de señalar que se han encontrado los restos del templo del foro debajo de la catedral de la Seo, lo que indica una continuidad del culto desde época romana, pasando por la mezquita mayor de Saraqusta y por la catedral cristiana moderna, aunque no se han encontrado pruebas arqueológicas de la existencia de un templo cristiano romano o visgótico en el lugar.
En 380 Teodosio (346-395), con el edicto de Tesalónica, nombraba el cristianismo religión oficial y única del Imperio.

## La caída del Imperio (408-472d.C.)

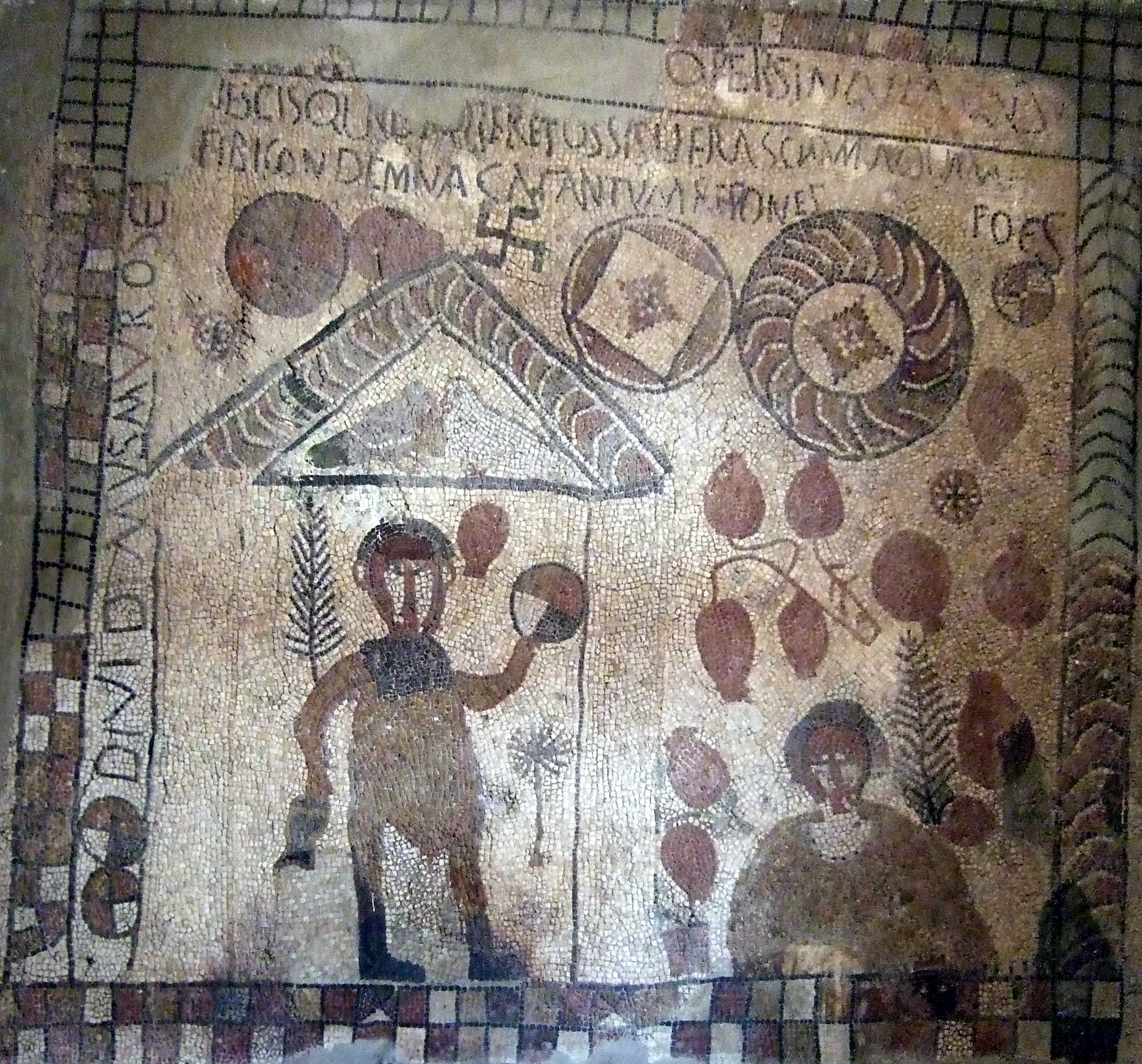
Mosaico de la villa rústica de Estada.

A la crisis interna del Imperio se unió que en el invierno del 405-406 se heló el Rin y los pueblos germánicos cruzaron el río a pie: los suevos, vándalos y alanos se lanzaron a la conquista y el saqueo de las tierras de Galia. En otoño de 409 entraban en Hispania.
La invasión germana coincidió con el levantamiento de Constantino en 407, a la sazón comandante de Britania, contra el emperador de Occidente, Flavio Honorio. Constantino estableció su capital en Arlés, en la Galia, enviando a su hijo, César Constante, y a su general Geroncio a conquistar la Lusitania, todavía fiel a Honorio, hijo de Teodosio I, emperador natural de Cauca. A su vuelta, Constante pasó por Caesaraugusta, dejando allí a su esposa, a Geroncio y a la mayoría de su ejército. Geroncio decidió sublevarse contra Constantino y Constante, pactando con alanos, suevos y vándalos la repartición de la Península y lanzándose a la persecución de Constante, al que alcanzó y mató. El hecho indica que la ciudad tenía la suficiente importancia tanto para ser considerada segura por Constante, como con los recursos necesarios para ser base de un levantamiento por Geroncio. Honorio reaccionó en 411, derrotando tanto a Constantino como a Geroncio, pero solo consiguió reconquistar la Taraconense, quedando el resto de Hispania en manos de las tribus germánicas.

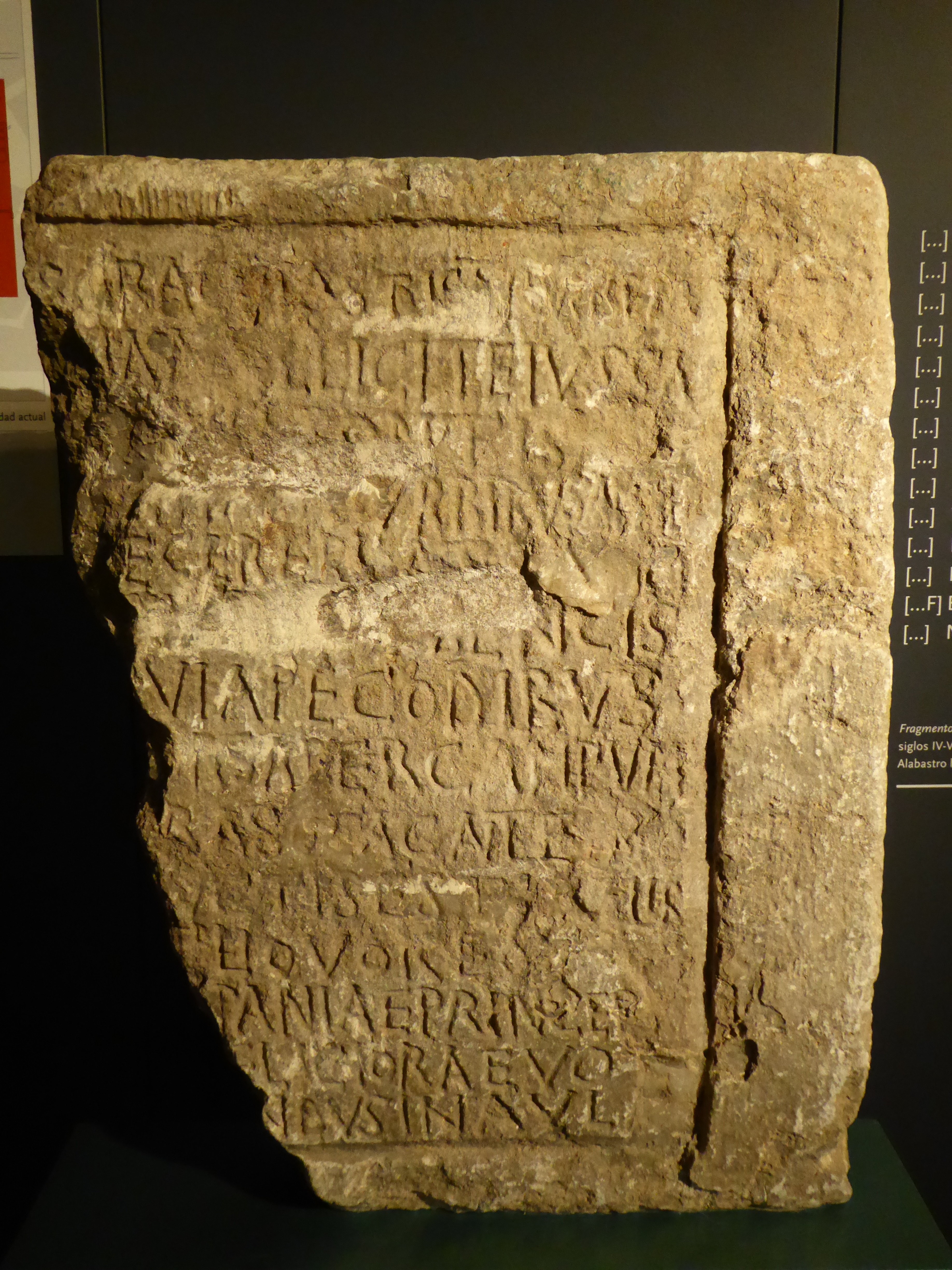
Fragmento de epígrafe poético de los siglos - en alabastro local.

La arqueología muestra que durante el siglo V se abandonaron los lugares públicos de la ciudad. El foro fue abandonado y los sillares del teatro fueron reutilizados en la construcción de viviendas. Estas viviendas a menudo se construyeron precisamente en esos espacios públicos abandonados, lo que se puede explicar como un intento de acomodar dentro de la muralla a las poblaciones rurales que huían de la inestabilidad reinante.
Caesaragusta se libró de los ataques de los bagaudas que hubo entre los años 441 y 454 gracias a sus poderosas murallas. El problema fue tan importante que Turiaso fue asaltada, pillada y masacrada, muriendo incluso el obispo León. Para solucionar el problema, Teodorico II, rey de los visigodos, todavía bajo obediencia romana, envió a su hermano Frederic al mando de un ejército.
La Crónica Caesaraugustana recoge la última visita de un emperador romano en 460. El emperador Mayoriano (457-461) recaló en Caesaragusta de camino al norte de África, que había caído en manos de los vándalos asdingos. El hecho resulta curioso si se tiene en cuenta que el camino lógico para ir a Cartagena hubiese sido por la costa, pero quizás la importancia militar de la ciudad le hizo desviarse.
En 472 la ciudad fue definitivamente conquistada por un ejército visigodo liderado por el conde Gauterico, en nombre del rey Eurico. Sólo cuatro años después, en 476, Odoacro, jefe de los hérulos, depuso al último emperador romano de occidente, lo que se considera habitualmente como el fin del Imperio romano de Occidente y el comienzo de la Edad Media.